# Tryphax cinereus
Tryphax cinereus är en fjärilsart som beskrevs av Holland 1893. Tryphax cinereus ingår i släktet Tryphax och familjen snigelspinnare. Inga underarter finns listade i Catalogue of Life.